# 搖滾主耶穌

## 專輯介紹
《搖滾主耶穌》於2004年9月發行。是亞洲第一片CC授權的唱片。

## 曲目
1. 聖詩俱樂部
2. 搖滾台語主禱文
3. 主站我心內無驚惶自在
4. 如果心情不好
5. 想法
6. 一無掛慮
7. 福音不是好消息
8. 大水滾滾、江河滔滔
9. PS.23
10. 創世紀
11. 有人在你心外叩門
12. 塔
13. 天公伯仔
14. 哈利路亞
15. 小喇叭的 23th
16. 一無掛慮的讚美
17. 大家都知道福音是正港好消息
18. 主禱文大家唱
19. 求為異象歌的伴奏有點難我們彈給你唱
20. 創世紀以來全球首支哈扣本土福音創作卡拉OK

## 外部連結
- 官方網站 （页面存档备份，存于）